# Protodrilus pierantonii
Protodrilus pierantonii är en ringmaskart som beskrevs av Aiyar och Alikuhni 1944. Protodrilus pierantonii ingår i släktet Protodrilus och familjen Protodrilidae. Inga underarter finns listade i Catalogue of Life.